# Let It All Out
Let It All Out è un album della cantante e pianista jazz Nina Simone pubblicato nel 1966.

## Tracce
Lato A
1. Mood Indigo – 2:25 (Barney Bigard, Duke Ellington, Irving Mills) – Registrato il 30 settembre 1965 a New York City
2. The Other Woman – 3:02 (Jessie Mae Robinson) – Registrato il 21 marzo 1964 a New York City
3. Love Me or Leave Me – 4:05 (Gus Kahn, Walter Donaldson) – Registrato il 1º ottobre 1965 a New York City
4. Don't Explain – 4:18 (Arthur Herzog Jr., Billie Holiday) – Registrato il 30 settembre 1965 a New York City
5. Little Girl Blue – 2:32 (Richard Rodgers, Lorenz Hart) – Registrato il 6 aprile 1964 a New York City
6. Chauffeur – 2:48 (Andy Stroud) – Registrato il 1º ottobre 1965 a New York City

Durata totale: 19:10
Lato B
1. For Myself – 2:05 (Van McCoy) – Registrato il 1º ottobre 1965 a New York City
2. The Ballad of Hollis Brown – 4:55 (Bob Dylan) – Registrato il 20 maggio 1965 a New York City
3. This Year's Kisses – 2:58 (Irving Berlin) – Registrato il 30 settembre 1965 a New York City
4. Images – 2:50 (Nina Simone, Waring Cuney) – Registrato il 21 marzo 1964 a New York City
5. Nearer Blessed Lord – 4:30 (Andy Stroud) – Data probabile di registrazione: 19 maggio 1965 a New York City

Durata totale: 17:18

## Musicisti
A1, A3, A4, A6 e B3
- Nina Simone - voce, pianoforte, arrangiamenti
- Rudy Stevenson - chitarra, flauto
- Lisle Atkinson - contrabbasso
- Bobby Hamilton - batteria

A2 e B4
- Nina Simone - voce, pianoforte, arrangiamenti
- Rudy Stevenson - chitarra, flauto, sassofono
- Lisle Atkinson - contrabbasso
- Bobby Hamilton - batteria
- Montego Joe - congas

A5
- Nina Simone - voce, pianoforte
- Rudy Stevenson - chitarra, flauto
- Lisle Atkinson - contrabbasso
- Bobby Hamilton - batteria

B1
- Nina Simone - voce, pianoforte
- Rudy Stevenson - chitarra, flauto
- Lisle Atkinson - contrabbasso
- Bobby Hamilton - batteria
- Horace Ott - conduttore orchestra, arrangiamenti
- Personale orchestra sconosciuto

B2 e B5
- Nina Simone - voce, pianoforte
- Al Schackman - chitarra, armonica
- Rudy Stevenson - chitarra, flauto
- Lisle Atkinson - contrabbasso
- Bobby Hamilton - batteria